# 拉克森
拉克森是德国莱茵兰-普法尔茨州的一个市镇。总面积1.97平方公里，总人口155人，其中男性83人，女性72人（2011年12月31日），人口密度79人/平方公里。